# 海伦娜·菲宾格罗娃
海伦娜·菲宾格罗娃（捷克語：Helena Fibingerová，1949年7月13日—），捷克女子田径运动员。她曾代表捷克斯洛伐克参加1972年和1976年夏季奥林匹克运动会田径比赛，其中1976年奥运会获得一枚铜牌。